# Heaven Can Wait (1943)
Heaven Can Wait is een film uit 1943 onder regie van Ernst Lubitsch. De film is gebaseerd op het toneelstuk Birthday van Leslie Bush-Fekete. De film werd tijdens de keuring in 1947 verboden, omdat het publiek gekwetst zou kunnen worden wegens godsdienstige gevoelens.
De film werd genomineerd voor drie Academy Awards, waaronder voor Beste Film, Beste Regisseur en Beste Cinematografie. De film won echter geen Oscar.

## Verhaal
Aan het begin maakt de kijker kennis met de verouderde Henry van Cleve, die op het punt staat naar de Hel te gaan en wordt hier ontvangen door "His Excellency". Henry is er zich van bewust wat voor leven hij heeft geleid en doet er alles aan toegelaten te worden. Daarom begint hij zijn levensverhaal te vertellen:
Aan het begin van de eeuw leefde Henry in New York als een verwend kind van rijke ouders. Ook zijn grootouders behoren tot de bovenklasse en vooral grootvader Hugo van Cleve vertoont een ruimdenkende, vrije geest. Als resultaat hiervan groeit Henry op als een ijdele man die zich aangetrokken voelt tot beeldschone showgirls.
Op een dag hoort Henry een gesprek van een jongedame aan een openbare telefooncel, waarin ze overduidelijk liegt tegen haar moeder. Hij is onder de indruk van de mysterieuze vrouw en volgt haar naar de boekenwinkel. Hij doet er zich voor als een werknemer om haar beter te leren kennen. Als hij ontdekt dat ze verloofd is, geeft hij toe dat hij er niet werkt, waar de dame niet positief op reageert.
Niet veel later stelt zijn verwaande neef Albert zijn verloofde Martha en haar ruziënde ouders, de Strabels, voor aan zijn familie. Henry is onmiddellijk geïnteresseerd als blijkt dat deze 'verloofde' niemand minder is dan de mysterieuze vrouw die hij ontmoette. Hij komt erachter dat Albert de eerste man is die haar ouders accepteerden en dat enkel om die reden Martha voor zichzelf besloot zich te verloven met Albert. Henry weet haar te overhalen er met hem vandoor te gaan, wat zijn hele familie, op zijn grootvader na, opvat als een schandaal.
Jaren gaan voorbij en de familie heeft hen inmiddels geaccepteerd. Ook is Martha inmiddels bevallen van een zoon. Als ze tien jaar samen zijn, komt Martha erachter dat Henry een affaire heeft. Martha is gekwetst en trekt terug in bij haar ouders. Henry volgt haar met zijn grootvader en smeekt om vergiffenis, die hij uiteindelijk krijgt.
Hierna zijn ze nog 15 jaar lang getrouwd, totdat Martha overlijdt. Henry worstelt hierna nog met zijn laatste jaren, waarin hij wordt verzorgd door een aantrekkelijke verpleegzuster.
Nadat "His Excellency" zijn verhaal hoort, weigert deze hem en suggereert dat hij naar de Hemel moet gaan, waar Martha hem staat op te wachten.

## Rolverdeling
| Acteur          | Personage                |
| --------------- | ------------------------ |
| Gene Tierney    | Martha Strabel Van Cleve |
| Don Ameche      | Henry Van Cleve          |
| Charles Coburn  | Hugo Van Cleve           |
| Marjorie Main   | Mrs. Strabel             |
| Laird Cregar    | "His Exellency"          |
| Spring Byington | Bertha Van Cleve         |
| Allyn Joslyn    | Albert Van Cleve         |
| Eugene Pallette | E.F. Strabel             |

## Trivia
- De mannelijke hoofdrol werd geschreven voor Fredric March of Rex Harrison. Regisseur Lubitsch was uiterst teleurgesteld toen Darryl F. Zanuck hem er toe dwong Don Ameche te selecteren om commerciële redenen.[4]
- Het is de enige complete film die Ernst Lubitsch maakte in Technicolor.[4]
- De film was Don Ameche's persoonlijke favoriet.[4]
- Gene Tierney ontdekte tijdens het filmen dat ze zwanger was.[4]